# Le sere di Mulliner
Le sere di Mulliner oppure Le serate di Mulliner (Mulliner Nights) è una raccolta di racconti in lingua inglese di  P. G. Wodehouse, pubblicata per la prima volta nel 1933.

## Racconti
La raccolta è costituita da nove racconti, di ciascuno dei quali è protagonista un membro della variegata famiglia Mulliner. Tutti i racconti sono introdotti da un solo narratore, un certo Mr. Mulliner, frequentatore del club Anglers' Rest (Il riposo dei Pescatori). 
- Il sorriso vincente (The Smile that Wins) - pubblicato su The American Magazine di ottobre 1931 e su The Strand Magazine di febbraio 1932.
- La storia di Webster (The Story of Webster) - pubblicato su The American Magazine di febbraio 1932 e su The Strand Magazine di maggio 1932 (col titolo "The Bishop's Cat").
- I gatti sono gatti (Cats Will be Cats) - pubblicato (col titolo "The Bishop's Folly") su The American Magazine di marzo 1932 e su The Strand Magazine di giugno 1932.
- L'impresa cavalleresca di Mervyn (The Knightly Quest of Mervyn) - pubblicato pubblicato in una prima versione che non era raccontata da Mr. Mulliner, col titolo "Quest" e protagonista Freddie Widgeon, su Cosmopolitan di aprile 1931 e su The Strand Magazine di luglio 1931.
- La voce del passato (The Voice from the Past) - pubblicato su The American Magazine di novembre 1931 e su The Strand Magazine di dicembre 1931.
- Casa aperta (Open House) - pubblicato su The Strand Magazine e su The American Magazine di aprile 1932.
- Best Seller (Best Seller) - pubblicato in una prima versione che non era raccontata da Mr. Mulliner su The Strand Magazine di dicembre 1914 e su Pictorial Review di giugno 1915. Fu rivisto e adattato agli altri racconti, quando fu inserito nella raccolta Mulliner Nights[1].
- Stricnina nella minestra (Strychnine in the Soup) - pubblicato su The American Magazine di dicembre 1931 (col titolo The Missing Mystery)[2] e successivamente su The Strand Magazine di marzo 1932 col titolo Strychnine in the Soup[3].
- Serata di gala (Gala Night) - pubblicato su Cosmopolitan di maggio 1930 e su The Strand Magazine di giugno 1930.

## Edizioni
- P. G. Wodehouse, Mulliner nights, London: Herbert Jenkins, 1933
- Mulliner nights, New York: Doubleday, 1933
- Le serate di Mulliner: romanzo umoristico inglese; traduzione di Alberto Tedeschi, Milano: Bietti, 1933, Coll. Nuovissima collezione letteraria n. 83, 287 p.
- Le sere di Mulliner; introduzione di Franco Cavallone; traduzione di Luigi Brioschi, Milano: Biblioteca Universale Rizzoli, 1985, Coll. BUR n. 543, 227 p., ISBN 88-17-16543-3
- I gatti non sono cani; traduzione di Luigi Brioschi, Milano: TEA, 2004, ISBN 88-502-0661-5